# Laura Ling
Laura Ling (Chinees: 凌志美; pinyin: Líng Zhìměi) (Carmichael, Californië, 1 december 1976) is een Amerikaanse journalist, werkzaam voor Current TV.
In 2009 werden Ling en medejournalist Euna Lee in Noord-Korea vastgehouden nadat ze vanuit de China het land betraden zonder visa. Ze kregen vervolgens gratie nadat voormalig president van de Verenigde Staten Bill Clinton naar Noord-Korea was gevlogen voor een ontmoeting met Kim Jong-il.
Ling is de zus van Lisa Ling, een verslaggever voor The Oprah Winfrey Show, National Geographic Explorer en CNN. Ze studeerde in Fair Oaks, Californië en studeerde in 1998 met een diploma communicatie af aan de Universiteit van Californië - Los Angeles. Haar carrière als journalist begon toen ze een producent werd van Channel One News, en later van een documentaireserie voor MTV. Hierna ging ze naar Current TV waar ze verslag uitgebracht over onderwerpen in Cuba, Indonesië, de Filipijnen, Turkije, Turkije, de Westelijke Jordaanoever en de rivier de Amazone, maar ook over sloppenwijken in het Braziliaanse São Paulo, bendes en dakloze tieners in Los Angeles, en ondergrondse kerken in China. Voorafgaand aan haar detentie gaf ze verslag over de Mexicaanse drugsoorlog.